# Vojtěch Stříteský
Vojtěch Stříteský (* 30. září 1961 Litomyšl) je český manažer a dramaturg, dlouholetý umělecký ředitel festivalu Smetanova Litomyšl, v letech 2008 až 2010 ředitel Komorní filharmonie Pardubice. V letech 1998 až 2018 byl zastupitelem města Litomyšl (z toho v letech 2002 až 2014 postupně radní a místostarosta města), v roce 2025 se stal členem Rady pro rozhlasové a televizní vysílání.

## Život a profesní kariéra
Absolvoval Konzervatoř Pardubice (obor operní zpěv), od roku 1983 do současnosti působí u Národního festivalu Smetanova Litomyšl, od roku 1992 jako jeho umělecký ředitel a dramaturg. V letech 2008–2010 byl též ředitelem Komorní filharmonie Pardubice.
15. června 2018 měla v rámci 60. ročníku festivalu pod taktovkou Tomáše Netopila a v podání České filharmonie, Pražského filharmonického sboru, Královéhradeckého dětského sboru Jitro, herce Jana Šťastného a barytonisty Adama Plachetky světovou premiéru kantáta Český poutník, jejíž vznik k 100. výročí Republiky inicioval a k níž napsal libreto. Autory čtyř částí jsou hudební skladatelé Jan Kučera, Jan Ryant Dřízal, Jiří Gemrot a Sylvie Bodorová. Pro Smetanovu Litomyšl píše hudebně-literární pořady, které jsou posléze uváděny i na dalších pódiích, např. Sandová, Chopin a ti druzí (pro Hanu Maciuchovou a Iva Kahánka), Výlet do Španěl, Italské listy, Anglické listy, Klíče od domova (o Antonínu Dvořákovi, premiéra 2021, Jan Šťastný, Jiří Vodička a David Mareček). V roce 2022 měly premiéru kantáty, k nimž napsal libreta - A znovu láska (hudba Jiří Pavlica, k 100. výročí narození Jana Skácela) a Pochovávání světla (na texty Miloslava Bureše, hudba Jiří Gemrot). Po premiérách na Smetanově Litomyšli jsou s úspěchem uváděny hudebně-obrazové básně Sinfonia Fišeriana I. (2015), Ostře sledované postřižiny (2019, k 100. výročí narození Jiřího Šusta) a Sinfonia Fišeriana II. (2023). Ke čtyřicátému výročí působení na Smetanově Litomyšli sestavil a moderoval 1.7.2023 Koncert plný překvapení - 40 let za scénou, na němž s Janáčkovou filharmonií a pod taktovkou Jana Kučery vystoupili jako hosté Vilém Veverka, Radek Baborák, Josef Špaček, Ivo Kahánek a pěvci Vojtěch Dyk, Tatiana Dyková, Václava Krejčí Housková, Kateřina Kněžíková a Adam Plachetka.
Vojtěch Stříteský vedl v Litomyšli v 80. letech velmi oblíbený Filmový klub, který založil s Ing. Zdeňkem Gerčákem. V roce 1996 stál u zrodu Asociace hudebních festivalů České republiky a do roku 2002 byl jejím prvním tajemníkem.
V předvečer Dne české státnosti, 27. září 2013, mu byla udělena Stříbrná pamětní medaile Senátu "za zásluhy o rozvoj hudebního života". Za rok 2023 mu byla udělena Cena za zásluhy o Pardubický kraj.

## Politická angažovanost
V listopadu 1989 byl spoluzakladatelem litomyšlského Občanského fóra. V letech 1998 až 2018 byl pět volebních období v řadě volen členem zastupitelstva Litomyšle, vždy jako lídr Sdružení nezávislých kandidátů Fórum občanů Litomyšle. V letech 2002–2014 působil jako radní, v letech 2010–2014 byl místostarostou Litomyšle.
V březnu 2025 byl zvolen členem Rady pro rozhlasové a televizní vysílání, a to s účinností od 2. dubna 2025.